# Pierre de Fougères
Pierre de Fougères (mort le 10 juillet 1222) est évêque de Rennes de 1210 à 1222.

## Biographie
Pierre de Fougères est le neveu de l'évêque Étienne de Fougères. Il est d'abord chanoine régulier à l'abbaye Saint-Pierre de Rillé.
Selon Augustin du Paz, il aurait été consacré évêque Rennes en mars 1210 par Jean du Faye (1208-1228), archevêque de Tours lors d'un concile tenu à Rennes, mais l'on ne trouve pas trace de cet évènement. Par contre, il est bien confirmé comme évêque lors de la consécration de la collégiale Sainte-Madeleine de Vitré le 1er juillet 1210. Il s'occupe particulièrement des monastères de son diocèse l'abbaye Saint-Mélaine et l'abbaye Notre-Dame du Nid-au-Merle et est nommé chancelier de Bretagne en 1218. Il meurt le 10 juillet 1222 et est inhumé à l'intérieur de la cathédrale Saint-Pierre de Rennes vraisemblablement dans l'un des trois tombeaux d'évêques anonymes retrouvés en 1756. Son sceau de forme ogivale le représente debout bénissant, mitré et crossé avec l'inscription « Sigillum Petri Redonensis Epscopi ». Le contre-sceau porte une fleur de lys avec ces mots « Secreti Sigillum ».